# Narrow Stairs
Narrow Stairs è il sesto album in studio del gruppo musicale statunitense Death Cab for Cutie, pubblicato nel 2008.
È stato pubblicato il 12 maggio nel Regno Unito e il 13 maggio negli Stati Uniti. L'album è stato il primo della band a raggiungere la prima posizione della Billboard 200.

## Tracce
1. Bixby Canyon Bridge – 5:15
2. I Will Possess Your Heart – 8:35
3. No Sunlight – 2:40
4. Cath... – 3:50
5. Talking Bird – 3:23
6. You Can Do Better Than Me – 1:59
7. Grapevine Fires – 4:09
8. Your New Twin Sized Bed – 3:06
9. Long Division – 3:50
10. Pity and Fear – 4:21
11. The Ice Is Getting Thinner – 3:45

## Classifiche
| Classifica (2008)            | Massima posizione |
| ---------------------------- | ----------------- |
| Swedish Albums Chart         | 16                |
| Official Albums Chart        | 24                |
| U.S. Billboard 200           | 1                 |
| Australian ARIA Albums Chart | 6                 |

## Formazione
- Ben Gibbard – voce, chitarra ritmica, tastiere, batteria
- Nick Harmer – basso, voce
- Jason McGerr – batteria
- Chris Walla – chitarra, voce, tastiere